# Thief (datorspel)
Thief är ett sneak 'em up-spel utvecklat av Eidos Montréal och gavs ut av Square Enix. Spelet är en reboot till kultklassiska spelserien Thief, och som är den fjärde i serien. Spelet gavs ut till Microsoft Windows, Playstation 3, Playstation 4, Xbox 360 och Xbox One den 25 februari 2014 i Nordamerika, den 27 februari i Australien och den 28 februari i Europa.
Spelaren tar rollen som mästertjuven Garrett, som stjäl pengar och andra rikedomar från rika medborgare i en stad kallad The City. I likhet med de tidigare spel i serien måste spelaren använda smygknep för att övervinna utmaningar, medan våld spelar en sekundär roll i spelet.